# 3860 Plovdiv
3860 Plovdiv este un asteroid din centura principală, descoperit pe 8 august 1986, de Eric Elst și Wioleta Iwanowa.